# 瞿家湾镇
瞿家湾镇，是中华人民共和国湖北省荆州市洪湖市下辖的一个乡镇级行政单位。

## 行政区划
1951年洪湖建县时由监利县划出来，瞿家湾镇下辖以下地区：
瞿家湾街道社区、瞿家湾村、陈湾村、月池村、代杨村、桃花村、屯小村、甘岭村、加堰村、新河口村和汉沙鱼场村。